# Arvin Boolell

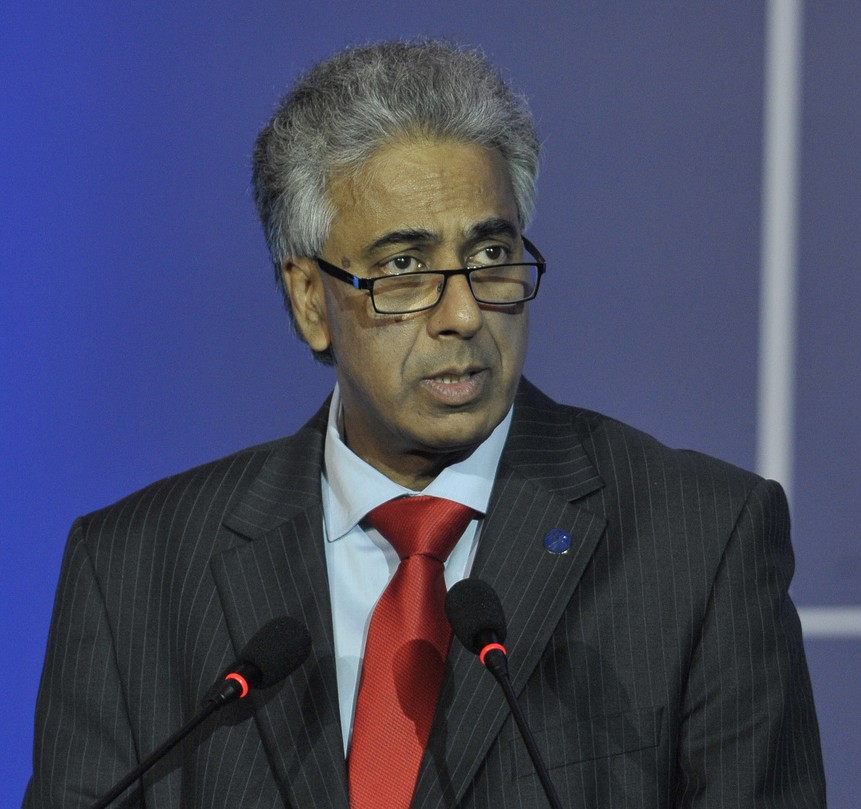
Arvin Boolell (2013)

Arvin Boolell (* 26. Mai 1953) ist ein Politiker aus Mauritius.

## Biografie
Arvin Boolell ist der Sohn von Sir Satcam Boolell sowie Cousin von Anil Gayan, die beide ebenfalls Außenminister von Mauritius waren. Nach dem Schulbesuch studierte er Medizin am Royal College of Surgeons der National University of Ireland und erwarb dort den nur in Irland verliehenen Bachelor of Obstetrics (B.A.O.) sowie den international anerkannten Bachelor of Medicine, Bachelor of Surgery (M.B.B.S.). Nach Beendigung des Studiums war er als Chirurg in Wales und Neuseeland tätig.
Seine politische Laufbahn begann er 1987, als er als Kandidat der Arbeiterpartei von Mauritius (PTr) erstmals zum Abgeordneten der Nationalversammlung gewählt wurde, in der er den Wahlkreis 11 Rose Belle/Vieux Grand Port vertrat. Bei den Wahlen von 1991, 1995, 2000 sowie 2005 wurde er in diesem Wahlkreis (Constituency) jeweils wiedergewählt. Im Dezember 1995 wurde er von Premierminister Navin Ramgoolam als Minister für Landwirtschaft und natürliche Ressourcen erstmals in eine Regierung berufen und gehörte dem Kabinett bis zum Ende von Ramgoolams Amtszeit im September 2000 an.
Nach dem Wahlsieg des aus der MLP, der Maurition Party of Xavier-Luc Duval sowie mehreren kleineren Parteien bestehenden Wahlbündnisses „Soziale Allianz“ wurde er im Juli 2005 von Premierminister Navin Ramgoolam als Minister für Agrarindustrie und Fischerei wieder in die Regierung berufen. In diesem Amt war er auch Sprecher der Gruppe der Zuckerproduzierenden Länder innerhalb der AKP-Staaten und setzte sich in dieser Position für eine Wahrnehmung und Stärkung der Interessen der Gruppe auch bei der Europäischen Union ein. Zum anderen setzte er sich für einen Stop der illegalen Fischerei ein, um die lokale Wirtschaft zu stärken.
Im Rahmen einer Regierungsumbildung wurde er am 13. September 2008 zum Minister für Auswärtige Angelegenheiten, Regionale Integration und Internationalen Handel ernannt. In dieser Funktion war er im August 2009 Vorsitzender des Treffens eines Gemeinsamen Privat-öffentlich-rechtlichen Komitees (Joint Public-Private Sector Committee), das sich mit dem Handel in der Region sowie der Zusammenarbeit innerhalb des Gemeinsamen Marktes für das Östliche und Südliche Afrika (COMESA) und der Südafrikanischen Entwicklungsgemeinschaft (SADC) befasste.